# Tom Nugent
Tom Nugent   (Lawrence, 24 de febrer de 1913 - Tallahassee, 19 de gener de 2006) va ser un entrenador de futbol americà universitari i innovador, comentarista esportiu i home de relacions públiques. Va exercir com a entrenador principal de futbol a l'Institut Militar de Virgínia, la Universitat Estatal de Florida i la Universitat de Maryland. El seu rècord de carrera va ser 89-80-3. A Nugent se li atribueix el desenvolupament de la famosa Formació I en el futbol americà.